# Caldera del lago de Ilopango
La caldera del lago de Ilopango o caldera del Ilopango, es un caldera volcánica en El Salvador situado aproximadamente 12 kilómetros al este de San Salvador, cerca de la ciudad de Ilopango. Consiste en una extensa depresión formada por el colapso del antiguo volcán Ilopango a inicios del pleistoceno, cuyos bordes tienen hasta 100 metros de altura, y en la que se encuentra el lago homónimo.
Esta caldera es uno de los volcanes activos más grandes de El Salvador. Se encuentra ubicada tectónicamente en la placa del Caribe cerca del límite con la placa norteamericana, representada por el sistema de deslizamiento izquierdo de la Falla Polochic-Motagua-Isla del Cisne (PMSIF) (que es la fuente del desplazamiento hacia el este de la placa del Caribe a una velocidad media de 8 mm al año).
Para un mejor comprensión de la evolución geológica de la caldera a nivel local, se han agrupado las distintas erupciones registradas en el grupo Ilopango, que está constituido a su vez por tres formaciones denominadas como: la formación Comalapa, la formación Altavista y la formación Tierras Blancas; cada formación cuenta a su vez con varias tobas o depósitos piroclásticos que corresponden a una erupción, los cuales son seguidos por un período de inactividad durante el cual se desarrollaron lechos de suelo sobre los depósitos.
Actualmente, el área alrededor de la caldera está densamente poblada y alrededor de 3 000 000 de personas viven en un radio de 30 kilómetros de la caldera, todavía se considera activo y representa un riesgo importante para El Salvador y los países vecinos.

## Origen y erupciones
En principio en la época del plioceno, se formaría un estratovolcán que ha sido denominado como antiguo volcán de Ilopango, cuyas erupciones forman parte de lo que en la geología salvadoreña se conoce como la formación Bálsamo. Más adelante, en el pleistoceno inferior (cuyas capas geológicas en el territorio salvadoreño hacen parte de la formación Cuscatlán) dicho antiguo volcán colapsaría formando la caldera.

### Erupciones de la formación Comalapa
Las erupciones que conforman la formación Comalapa son llamadas, en orden desde la más antigua, como ignimbritas de: Olocuilta, Colima, y Apopa, que ocurrieron entre hace aproximadamente 1.785, 1.56, y 1.34 millones de años respectivamente,  forman parte de la formación Cuscatlán, y se caracterizan por tener tobas riolíticas y calcalinas.
La ignimbrita de Olocuilta fue una de las erupciones más grandes de la actual caldera; probablemente fue generada a partir de una fosa tectónica tipo caldera (ubicada en o cerca de la actual caldera) relacionada con la tectónica del centro de El Salvador y cuyas fallas funcionaron como respiraderos de fisuras durante el primer colapso de la caldera. Esta comenzaría con una breve columna eruptiva que depositaría una fina capa de caída de piedra pómez-lapilli, y que colapsaría aparentemente por despresurización debido a la repentina apertura y ensanchamiento del respiradero (donde inició la erupción); que pasaría a ser un respiradero de fisura más grande (posiblemente relacionado con la tectónica extensional del área) con lo que erupción cambiaría a la extrusión de flujos piroclásticos densos. Al sur de la caldera esta ignimbrita alcanzó un espesor de más de 100 metros, formando un nivel medio a intensamente soldado, que llegaría hasta la Cordillera del Bálsamo. Esta erupción cubriría un área de aproximadamente 3000 km² y tendría un volumen estimado de equivalente de roca densa de entre 50 km³ hasta aproximadamente 300 km³.
El gradual cambio de la zona de falla de El Salvador de extensiva a transtensiva produciría el desarrollo de fallas de deslizamiento y estructuras de separación a lo largo del frente volcánico de El Salvador lo que ocasionaría la ignimbrita de Colima, que tendría un equivalente de roca densa de más de 11 km³. Esta erupción comenzó con una breve columna eruptiva, que formó un depósito de piedra pómez de aproximadamente 50 centímetros de espesor, que después fue seguido por flujos piroclásticos que surgieron de la caldera como desbordamiento, producto del colapso de la caldera; estos flujos piroclásticos se dispersaron por todas direcciones con gran movilidad: extendiéndose hacia el norte hasta lo que hoy es el lago Suchitlán en el río Lempa (con un recorrido de unos 40 kilómetros); al suroeste, llegarían al Puerto de La Libertad (a 26 kilómetros de la caldera).
Finalmente, el aumento del regimento transtensivo de la zona de falla salvadoreña ocasionaría la ignimbrita de Apopa, la cual aparentemente se vería afectada por la recién formada falla de San Vicente. Esta erupción tendría un equivalente de roca densa de más de 9 km³; y marcaría un cambio en el estilo eruptivo, produciendo flujos piroclásticos hidromagmáticos seguidos de una ignimbrita densa con brechas líticas de coignimbrita, lo que sugiere la participación de agua que podría provenir de un lago dentro de la depresión de la caldera. La interacción magma-agua aumentaría la explosividad (y en específico la fragmentación) haciendo que los flujos piroclásticos se volviesien más turbulentos dejando depósitos locales entrecruzados; cuando la proporción agua-magma disminuyó, la erupción cambió al estilo magmático donde se generaría una breve columna eruptiva que produciría una capa de 40 a 50 centímetros de depósito de caída de piedra pómez, a lo que le seguiría una erupción sostenida de flujos piroclásticos más densos y de gran volumen producto del colapso de la caldera.

### Erupciones de la formación Altavista
La formación Altavista, cuenta con erupciones situadas aproximadamente entre 918 mil a 257 mil años antes del presente; y al igual que la anterior, a nivel nacional de la geología salvadoreña, forma parte también de la formación Cuscatlán. Esta formación, consiste en depósitos piroclásticos riodacíticos que son producto de 6 erupciones explosivas, que desde la más antigua a la más joven son: la ignimbrita de Cojutepeque, ignimbrita de Delgado, ignimbrita de Manigua, la caída de pómez de San Juan, ignimbrita de Cortez y la ignimbrita de Soyapango.
La ignimbrita de Cojutepeque, ocurrida hace aproximadamente 918 mil años antes del presente, comenzaría como una columna pliniana o subpliniana, al noreste de la caldera, que depositaría una capa de piedra pómez de 2 metros de espesor hasta 2 kilómetros al noreste del borde de la caldera; más adelante, la columna eruptiva inicial colapsaría, probablemente debido al ensanchamiento del conducto o por un aumento de la tasa de erupción masiva que podría haber sido producido por el inicio de un colapso de la caldera, que iniciaría la rápida evacuación del magma de la cámara magmática de la subcaldera, con lo que la erupción pasaría ser hidromagmática (como se observa en la presencia de lapilli acrecionarios, lo que sugiere un ambiente rico en agua, probablemente resultante de la interacción del magma con el agua del lago) para luego al final volver a ser magmática.
La ignimbrita de Delgado, ocurrida hace aproximadamente 830 mil años antes del presente, comenzaría aparentemente con explosiones hidromagmáticas depositando una toba estratificada cruzada muy extendida; y al final se produciría el colapso del techo de la cámara magmática provocando una evacuación masiva y rápida del magma. Esta es una de las erupciones con distribución más generalizada y mejor preservación de esta formación, con lo que se ha podido establecer que tubo un equivalente de roca densa de 5 km³.
La erupción de la ignimbrita de Manigua, ocurrida hace aproximadamente 768 mil años antes del presente, comenzaría como puramente magmática, produciendo probablemente una columna eruptiva que depositaría una capa de piedra pómez de 30 centímetros de espesor al noroeste de la caldera; más adelante, la erupción se volvería hidromagmática, probablemente debido al ingreso de agua del lago al respiradero (donde se originó la erupción), aumentando drásticamente la explosividad de esta. Esta erupción aparentemente se dirigiría lateralmente hacia el flanco oeste-noroeste de la caldera, y también podría estar relacionada con un evento de colapso parcial (probablemente con un estilo de colapso en forma de trampilla).
La caída de pómez de San Juan, ocurrida hace aproximadamente 625 mil años, sería producida completamente por una sola columna eruptiva, probablemente de tipo pliniano o subpliniano que formó una espesa lluvia de piedra pómez de 5 a 6 metros. Lo más probable es que esta erupción fuera puramente magmática, ya que no se encontró evidencia de procesos hidromagmáticos; lo que a su vez sugiere que el respiradero de la erupción se encontraba fuera del lago, probablemente en el sector noroeste, por lo que su estallido se daría probablemente a partir de respiraderos controlados por las fallas del sistema de separación que se han relacionado con erupciones previas de las formaciones Comalapa y Altavista. Es posible que esta erupción no haya producido un colapso de la caldera, porque no hay ignimbrita generalizada asociada ni otra evidencia de hundimiento del techo de la caldera.
Los procesos eruptivos asociados a la ignimbrita Cortez, ocurrida hace aproximadamente 553 mil años antes del presente, son muy similares a los ignimbrita de Manigua. Esta erupción comenzaría con una columna eruptiva que depositaría una fina capa de piedra pómez, teniendo su respiradero por el sector noroeste de la caldera; posteriormente, la columna eruptiva inicial sería interrumpida repentinamente por explosiones hidromagmáticas, que depositarían una toba de ceniza fina con lapilli de acreción probablemente derivados de flujos piroclásticos diluidos. Probablemente, esta erupción estuvo relacionada con un evento de colapso de la caldera debido a su distribución relativamente grande.
La ignimbrita de Soyapango, ocurrida hace aproximadamente 257 mil años, comenzaría con una columna eruptiva sostenida en el sector noroeste de la caldera que depositaría más de 2 metros de piedra pómez hasta a 5 kilómetros del margen topográfico de la caldera. Esta erupción despresurizó la cámara de magma de la subcaldera y podría haber provocado otro colapso de la caldera que en este caso pudo haber sido completo a lo largo de la estructura de la caldera. El estilo de erupción cambiaría de columna vertical a fuente piroclástica baja y eyección radial de flujos piroclásticos densos, desbordando el borde del cráter y formando una ignimbrita generalizada (de aproximadamente 5 metros de espesor, y observada hasta 10 kilómetros del margen de la caldera). En la etapa final, esta erupción se volvió ligeramente hidromagmática como lo sugiere la presencia de partículas finas de ceniza (que muestra mayor fragmentación del magma) y lapilli de acreción en detrimento de componentes más grandes (como piedra pómez y matriz de ceniza más gruesa, así como el cambio de un depósito masivo a un depósito estratificado cruzado, aunque todavía con lentes ricos en piedra pómez).

### Erupciones de la formación Tierras Blancas
La formación Tierras Blancas, consta de erupciones que sucedieron entre hace aproximadamente 34 mil hasta hace 1590 años antes del presente (y a nivel nacional hacen parte de la formación San Salvador), y que son denominadas como Tierra Blanca 4 (TB4), Tierra Blanca 3 (TB3), Tierra Blanca 2 (TB2) y Tierra Blanca Joven (TBJ); y consiste en erupciones dacíticas-riolíticas importantes, que produjeron flujos piroclásticos y tefra que cubrieron gran parte de la región durante el Tarantiense (finales del pleistoceno) y el Holoceno.
La erupción TB4, datada hace aproximadamente 34 mil años, habría sido una erupción pliniana de importante magnitud, caracterizada por la ausencia de oleadas y flujos piroclásticos. Sus estratos son de composición riolítica; tienen un espesor cerca de la caldera de hasta 7 metros, disminuyendo gradualmente hacia el oeste; y se caracterizan por tener una capa lapilli de pómez con gradación normal y por tener mayor espesor que los otros depósitos; su base está conformada por una capa de ceniza blanca de caída fina y de espesor delgado (de unos 25 a 10 centímetros), y su techo por ceniza fina de color amarillento de casi el metro de espesor. El volumen de la unidad es estimado en un equivalente de roca densa de más de 20 km³.
La erupción TB3, ocurrida hace aproximadamente 19 mil años, fue una erupción freatoliniana relativamente pequeña con flujos piroclásticos basales. Sus estratos están conformados por pómez y ceniza de caída blancas de granulometría fina con presencia de lapilli acrecional; y su techo presenta un paleosuelo delgado poco desarrollado de color café, café-amarillento y que presenta frecuentemente discontinuidades paralelas en la cara de los taludes como respuesta a procesos de exfoliación. Se estima que tendría un equivalente de roca densa de 1 a 5 km³.
La erupción TB2, ocurrida hace aproximadamente 9 mil años, fue una erupción freatopliniana menor que habría tenido flujos piroclásticos con poco desplazamiento. Sus estratos tienen un espesor de 1 metro dentro de un radio de 10 kilómetros del centro de emisión, y está compuesto por una caída de pómez mal seleccionados con abundantes minerales oscuros representados por hornblenda y por depósitos de flujos piroclásticos de color amarillento; su techo presenta un paleosuelo de delgado espesor y de color café oscuro. Se estima que tendría un equivalente de roca densa de 1 a 5 km³.

#### Erupción Tierra Blanca Joven (TBJ)
La erupción llamada Tierra Blanca Joven fue la erupción volcánica más grande en El Salvador durante tiempos históricos, y uno de los eventos volcánicos más grandes de los últimos 7.000 años, registrando un nivel de 6 en el índice de explosividad volcánica (VEI).  Se ha discutido si el acontecimiento tuvo lugar a mediados del siglo V o del VI d. C. La erupción produjo entre 37 y 82 km³  de piroclastos (equivalente de roca densa).Esta erupción pliniana fue más grande que la erupción del Krakatoa de 1883 o la erupciones del Monte Pinatubo de 1991, siendo probablemente comparable a la erupción del Tambora de 1815. Produjo alrededor de 104-207 km³ de tefra (varias veces más que la erupción del monte Santa Helens en 1980), e importantes grandes flujos piroclásticos que cubrieron 10.000 km²  con más de 50 cm de piedra pómez y ceniza,  y casi 2.000.000 km²  con un manto de ceniza de al menos 0,5 cm de espesor.  La erupción devastó una superficie de hasta 100 km de radio alrededor del volcán. 

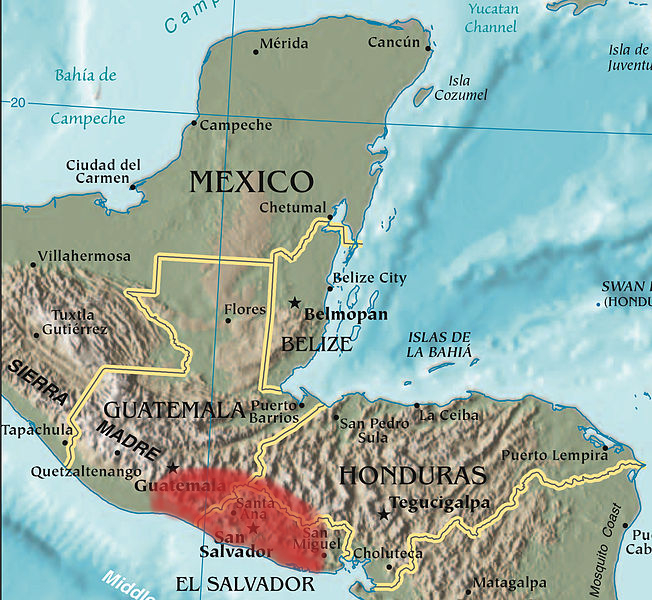
Centroamérica, el rojo indica la zona donde ocurrió un colapso demográfico, según Oppenheimer (2011)

El término "Tierra Blanca Joven" (TBJ) fue creado en 1951 por Howel Williams y Helmut Meyer-Abich para designar la explosión, basándose en la tefra sorprendentemente brillante. La gran erupción TBJ, según el paleoecólogo de California Robert Dull, puede haber sido uno de los desencadenantes de la fenómenos meteorológicos extremos de 535-536.
El momento de la erupción de TBJ  durante mucho tiempo no estuvo claro; según Hart y Virginia Steen-McIntyre (1983)  tuvo lugar en el período 260 d. C. (± 114 años), según Robert J. Sharer (1994): 132–133 d. C.  Una datación por radiocarbono del sedimento piroclástico (tefra) con carbono-14 dio como resultado el año 429 d. C.
Robert Dull vinculó la erupción del TBJ con la anomalía climática del año 540. Dull señaló una capa de ceniza volcánica que, según su investigación, se depositó alrededor de Ilopango aproximadamente al mismo tiempo que el inicio de esta anomalía climática. Con esta datación también podría haber ocurrido en el siglo VI. La decadencia de Teotihuacán en el centro de México, que data de la misma época, podría estar relacionada con la erupción de Ilopango.  En 2019, Dull y su equipo publicaron resultados de datación por radiocarbono de muestras de tres troncos de árboles que encontraron en los piroclastos del volcán y, con base en esto, redujeron el período probable de la erupción a aproximadamente 500-545 d. C. En los núcleos de hielo polar hay dos señales destacadas de grandes erupciones volcánicas durante este período: una de 535/536, que sólo se registra en Groenlandia y, por lo tanto, probablemente ocurrió en el hemisferio norte extratropical; y una segunda de 539/540, que se constata tanto en núcleos de perforación de Groenlandia como en antárticos, y que probablemente sean atribuibles a una erupción estratosférica en los trópicos.  Según los autores, la erupción de Ilopango ocurrió en el año 539 y está relacionada con la anomalía climática del año 540.
Akira Ichikawa analizó las respuestas humanas a la erupción de Ilopango Tierra Blanca Joven realizando excavaciones en San Andrés, en el valle de Zapotitlán, cuarenta km al oeste de la caldera del Ilopango. "Los datos resultantes sugieren que un proyecto de construcción pública monumental, que requirió una inversión laboral considerable, se inició entre 5 y 30 años después de la erupción de TBJ (o dentro de 80 años como máximo), utilizando un gran volumen de tefra de TBJ como material de construcción. Este proyecto fue crucial para restablecer el orden social y político en la región. Además, los resultados contribuyen a una discusión sobre la resiliencia humana ante catástrofes imprevistas."

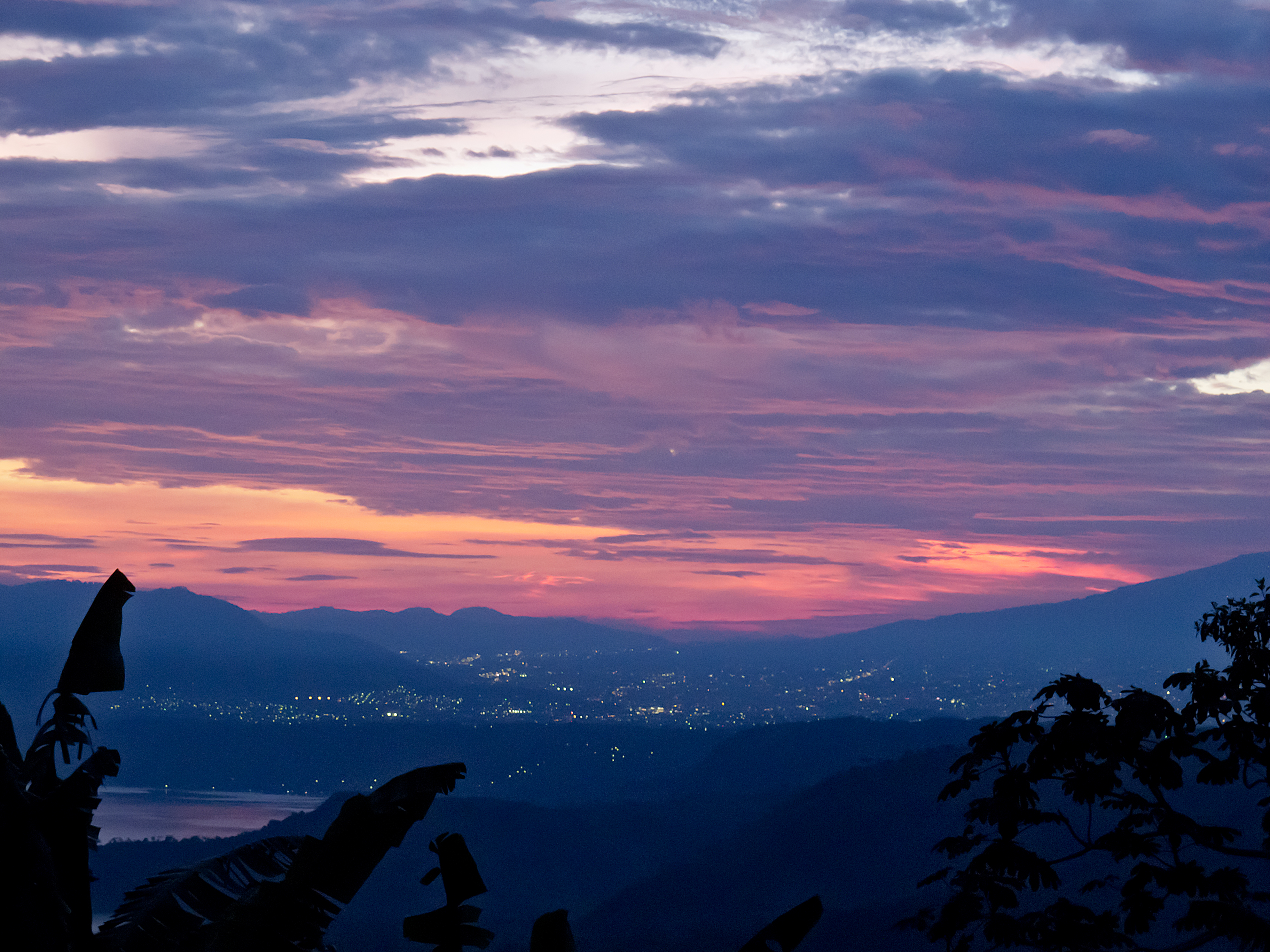
Lago de Ilopango
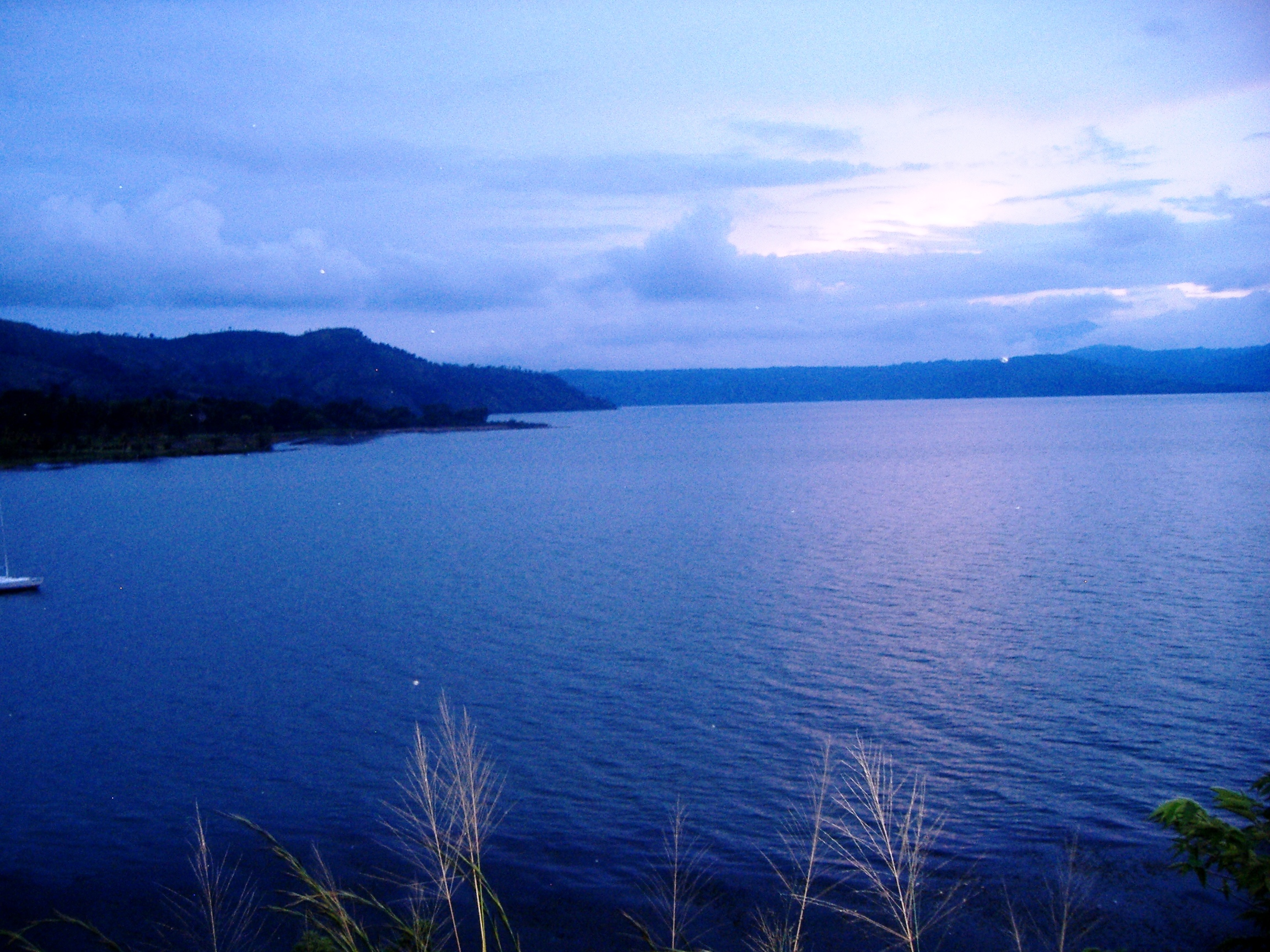
Lago de Ilopango
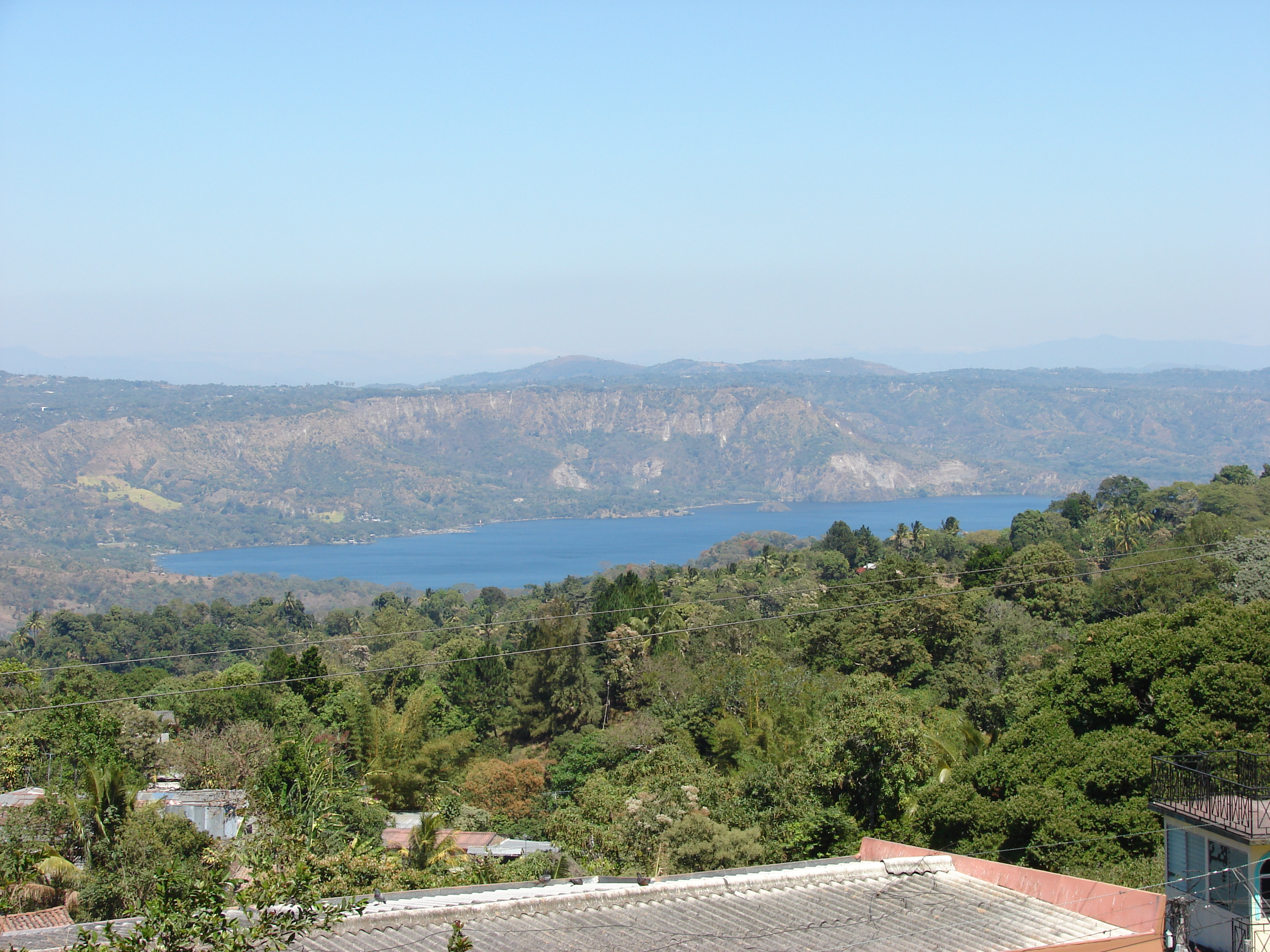
Lago de Ilopango
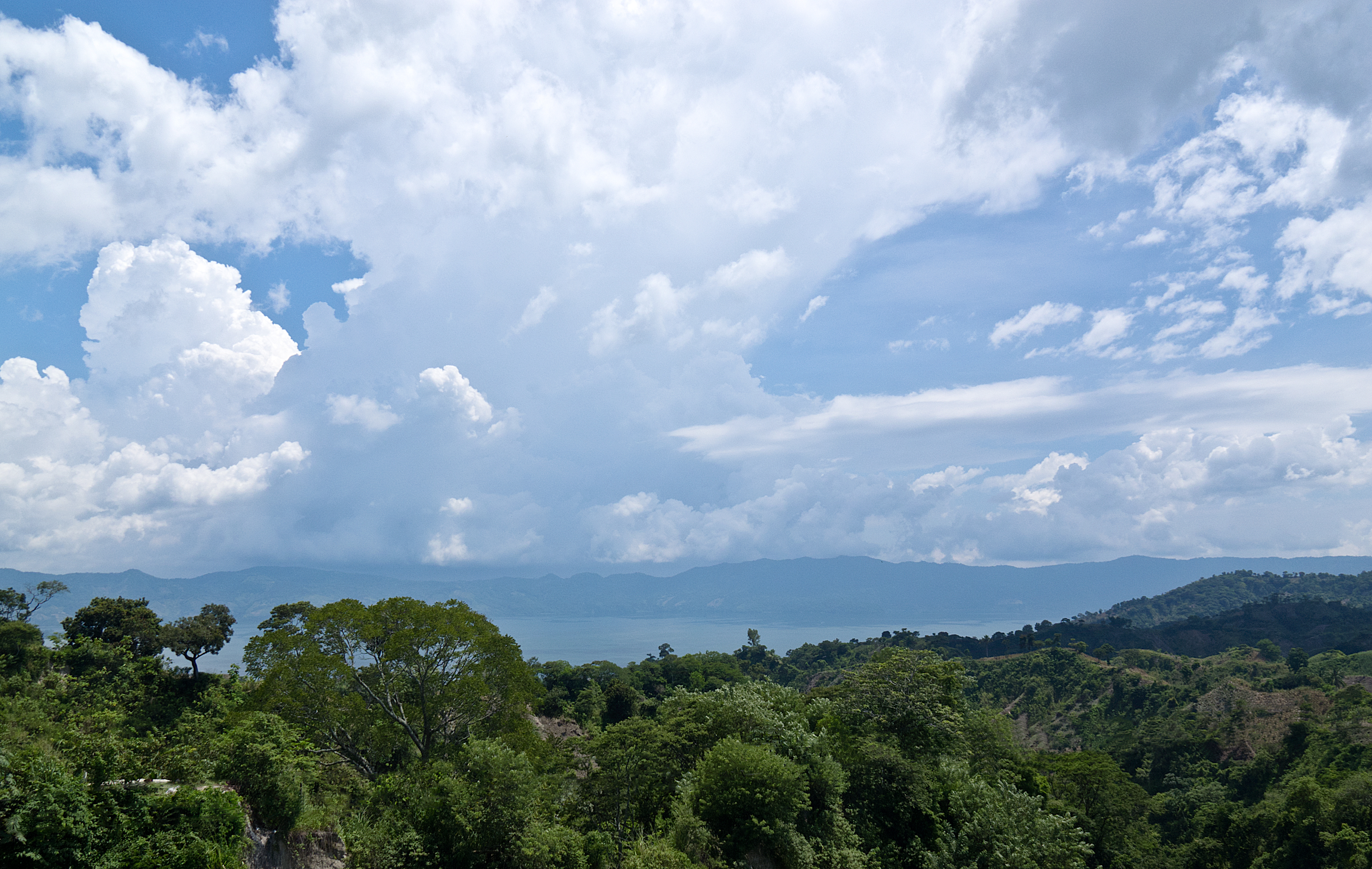
Lago de Ilopango (visto desde la Panamericana)

## Lago de Ilopango

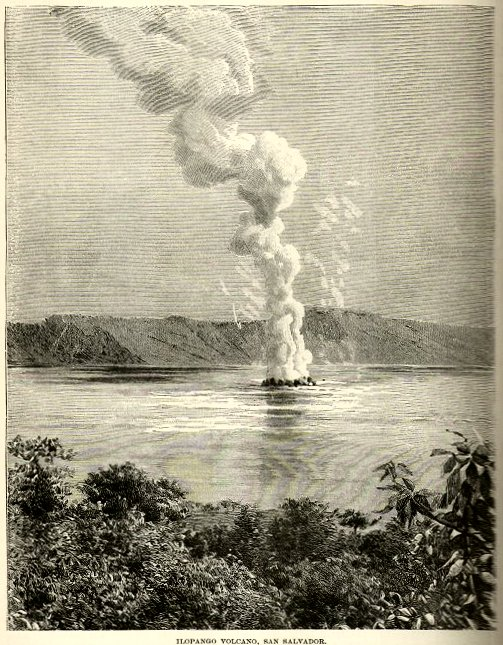
Grabado de la caldera en 1880 con el nacimiento de las Islas Quemadas. En la caldera se encuentra el lago de Ilopango (también llamado Lago de Apulo), de 72 kilómetros cuadrados de superficie y hasta 230 metros de profundidad, a una altitud de unos 440 metros.

Luego de la ignimbrita de Colima (la segunda erupción de la caldera), hace aproximadamente 1,56 millones de años, se formaría el lago de Ilopango, que llena la caldera volcánica de 8 por 11 km (72 km²) teniendo la caldera un borde festoneado de 100 m a 500 m de altura, y cuyos excedentes son drenados a través del río Jiboa hacia el Océano Pacífico.
Eventos eruptivos menores formaron varios domos de lava dentro del lago y cerca de su orilla; estando entre los más antiguos los domos Cerro Tepeulo (en el borde de la caldera y surgido hace aproximadamente 180 mil años), Cerro El Lomo y Loma Cinco Tiros (ambos del fondo de la caldera, y que surgieron entre aproximadamente 80 mil a 60 mil años), que forman parte de la formación Cuscatlán de la geología salvadoreña.
El único evento eruptivo histórico, ocurrido del 31 de diciembre de 1879 al 26 de marzo de 1880, produjo un domo de lava y tuvo un VEI de 3. El domo alcanzó la superficie del lago, formando los islotes conocidos como Islas Quemadas.